# キシュウローレル
キシュウローレルは、日本の競走馬。阪神3歳ステークスを制した牝馬である。同期には、タケホープや地方競馬出身の・ハイセイコーらがいる。
（年齢は当時に合わせ旧表記に統一する）

## 戦績
朝日チャレンジカップ勝ちのある持込馬・グレイソヴリン系ソヴリンパス産駒ゴールデンパスを父として、キシュウローレルは1970年4月19日に誕生した。厩舎の主戦騎手である梅内忍を背に、1972年9月17日のデビュー戦を大差勝ち、次走・デイリー杯3歳ステークスをレコード勝ちと快進撃。更に、オープン勝ちを挟んで挑戦した阪神3歳ステークスを紅一点ながら1番人気で快勝。これらの勝利（4連勝）が決め手となり、キシュウローレルはこの年の優駿賞最優秀3歳牝馬に選ばれた。
翌1973年、紅梅賞も勝って5連勝を飾ったキシュウローレルは、関西3歳牝馬ナンバー1として、牝馬クラシック路線の大本命になった。阪神4歳牝馬特別では断然の1番人気に支持されたが、当初は伏兵レベルと目されていた3番人気の関東馬ニットウチドリのレコード駆けにクビ差で敗れ去る。これをきっかけにニットウチドリが桜花賞馬の大本命に浮上し、2番人気に転落したキシュウローレルは本番での雪辱に燃えたが、今度はそのニットウチドリとのマッチレースとなった上に、最後の直線で失速したため、そのマッチレースに敗れる形で、またしてもニットウチドリのレースレコードに屈し3馬身半という決定的な差を付けられて敗れ去った。距離適性もあってオークスに参戦を見送り、休養に入り立て直しを図ったが、復帰緒戦の京都のオープン戦では好位追走が裏目と出て1番人気を裏切る3着と初めて連対を外し、次く阪神のセントウルステークスも2着逃げ粘り止まりと不本意な結果に終わった。
年が明けて1974年、金杯では距離の壁もあって9着に惨敗し、続く適距離（1600メートル）のオープンも3着敗退に終わった。ここで、陣営は空き巣同然の中京のオープンに出走し、5馬身の差を付け久し振りの勝利を得た。勝利の感触を掴んだと考えた陣営は、次走の阪神のオープンでは大胆な追い込み戦法を試みたものの、全く良い所無くブービー負けを喫した為、体勢立て直しを図るべく再度休養を挟む事となった。
休養明け緒戦の早鞆ステークス（小倉1200メートル）では、キシュウローレルは再び逃げる作戦を取る事になった。前走の負け方を見て、陣営ではやはりこの馬には逃げが最良の作戦であると認識した。そして、陣営の期待通り1分9秒4のレコードタイムで逃げ切り勝ちを収め、短距離の快速馬としての素質の高さを改めて周囲に知らしめた。
いよいよ完成の域に達したキシュウローレルは、10月27日の第9回京都牝馬特別を最後に引退し、その快速振りを次世代に受け継ぐべく繁殖入りする事となった。1歳下の4歳馬イットーに次ぐ離れた2番人気の支持を受けたキシュウローレルは得意の先行でレースを進めたが、京都競馬場第3コーナーの坂の下りで馬場に空いた蹄の跡に脚を取られ、左前脚の開放骨折を発症し転倒してしまった。
落馬の弾みで馬場に投げ出された騎手の梅内は、後続の馬に踏まれるなどして瀕死の重傷を負い、先行集団にいたイットーは大きな不利を受けて10着敗退の上、回避行動の際に右後脚を7針縫う裂傷を負った為、秋の大目標であったビクトリアカップに出られなくなった。
明白に予後不良と分かる重傷だったキシュウローレルは、何とか自力で立ち上がり開放骨折した脚部から血を流しながらもゴールに向かって歩き出したが、やがて係員に取り押さえられ、その日のうちに安楽死の措置が採られた。

## 血統表
| キシュウローレルの血統（ソヴリンパス系 / Nearco 5×5=6.25%・Gainsborough 5×5=6.25%） | キシュウローレルの血統（ソヴリンパス系 / Nearco 5×5=6.25%・Gainsborough 5×5=6.25%） | キシュウローレルの血統（ソヴリンパス系 / Nearco 5×5=6.25%・Gainsborough 5×5=6.25%） | （血統表の出典） | （血統表の出典） |
| 父 ゴールデンパス 1962 黒鹿毛                                                       | 父の父Sovereign Path 1944 芦毛                                                      | Grey Sovereign                                                                      | Nasrullah        | Nasrullah        |
| 父 ゴールデンパス 1962 黒鹿毛                                                       | 父の父Sovereign Path 1944 芦毛                                                      | Grey Sovereign                                                                      | Kong             |                  |
| 父 ゴールデンパス 1962 黒鹿毛                                                       | 父の父Sovereign Path 1944 芦毛                                                      | Mountain Path                                                                       | Bobsleigh        | Bobsleigh        |
| 父 ゴールデンパス 1962 黒鹿毛                                                       | 父の父Sovereign Path 1944 芦毛                                                      | Mountain Path                                                                       | Path of Peace    |                  |
| 父 ゴールデンパス 1962 黒鹿毛                                                       | 父の母*アサンテイクヰーン Ashanti Queen 1953 黒鹿毛                                 | The Cobbler                                                                         | Windsor Slipper  | Windsor Slipper  |
| 父 ゴールデンパス 1962 黒鹿毛                                                       | 父の母*アサンテイクヰーン Ashanti Queen 1953 黒鹿毛                                 | The Cobbler                                                                         | Overture         |                  |
| 父 ゴールデンパス 1962 黒鹿毛                                                       | 父の母*アサンテイクヰーン Ashanti Queen 1953 黒鹿毛                                 | Dark Duet                                                                           | Winterhalter     | Winterhalter     |
| 父 ゴールデンパス 1962 黒鹿毛                                                       | 父の母*アサンテイクヰーン Ashanti Queen 1953 黒鹿毛                                 | Dark Duet                                                                           | Peeky            |                  |
| 母 カネスカイ 1965 黒鹿毛                                                           | 母の父*リンボー Limbo 1949 鹿毛                                                     | War Admiral                                                                         | Man o'War        | Man o'War        |
| 母 カネスカイ 1965 黒鹿毛                                                           | 母の父*リンボー Limbo 1949 鹿毛                                                     | War Admiral                                                                         | Brushup          |                  |
| 母 カネスカイ 1965 黒鹿毛                                                           | 母の父*リンボー Limbo 1949 鹿毛                                                     | Boojie                                                                              | Boojum           | Boojum           |
| 母 カネスカイ 1965 黒鹿毛                                                           | 母の父*リンボー Limbo 1949 鹿毛                                                     | Boojie                                                                              | Foxiana          |                  |
| 母 カネスカイ 1965 黒鹿毛                                                           | 母の母嶋丘 1959 鹿毛                                                                | *ライジングフレーム Rising Flame                                                    | The Phoenix      | The Phoenix      |
| 母 カネスカイ 1965 黒鹿毛                                                           | 母の母嶋丘 1959 鹿毛                                                                | *ライジングフレーム Rising Flame                                                    | Admirable        |                  |
| 母 カネスカイ 1965 黒鹿毛                                                           | 母の母嶋丘 1959 鹿毛                                                                | クモタヘ                                                                            | クモハタ         | クモハタ         |
| 母 カネスカイ 1965 黒鹿毛                                                           | 母の母嶋丘 1959 鹿毛                                                                | クモタヘ                                                                            | 新雪 F-No.7-c    |                  |

- 母系は小岩井農場の基礎輸入牝馬であるアストニシメント系。
- 全妹キシューファイターの産駒にダンシングファイタ（1983年中山牝馬ステークス）。さらにその子孫からゴーイングスズカ（1998年目黒記念、2000年福島記念）、タイムフェアレディ（2001年フラワーカップ）などが出ている。